# گلوباره
گلوباره (به صربی: Globare) یک روستا در صربستان است که در کروشواتس واقع شده‌است. گلوباره ۴۰۲ نفر جمعیت دارد.